# Vincent Price
Vincent Leonard Price Jr. (Saint Louis, 27 maggio 1911 – Los Angeles, 25 ottobre 1993) è stato un attore statunitense.
Ricordato per la caratteristica dizione e per l'istrionico e semiserio atteggiamento in una serie di film horror, principalmente diretti da Roger Corman, fu interprete carismatico e dalla statura molto alta (196 cm), caratteristiche che lo resero il contraltare statunitense di Boris Karloff. Price trovò particolare risalto nella malinconica interpretazione nel film L'abominevole dottor Phibes (1971). Interpretò molti personaggi negativi e dalla morale discutibile, tra i quali il sadico e "filosofico" principe Prospero in La maschera della morte rossa (1964) e lo spietato Matteo Hopkins in Il grande inquisitore (1968). 
Vincent Price fu tra i protagonisti del cinema horror degli anni 50 e 60 insieme a Christopher Lee e Peter Cushing. Recitò inoltre in film quali I dieci comandamenti (1956) di Cecil B. DeMille e collaborò con importanti registi, tra cui Michael Curtiz, James Whale e Otto Preminger. Stimato da Tim Burton, fu voluto dal regista nel cast di Edward mani di forbice (1990), nel ruolo dell'inventore, nonostante Price fosse malato. La sceneggiatura del film prevedeva inizialmente per lui un ruolo da coprotagonista e un maggior numero di battute, ma ciò non fu possibile a causa delle precarie condizioni di salute dell'attore. Tim Burton si ispirò alla sua figura per il cortometraggio Vincent (1982), e riuscì a ottenere che Price vi partecipasse come voce narrante.

## Biografia
Nacque a Saint Louis, nello Stato del Missouri, da Vincent Leonard Price e Marguerite Willcox. Suo padre era presidente della National Candy Company. Suo nonno, Vincent Clarence Price, inventò "il lievito del dott. Price", la prima crema di lievito tartaro, e mise al sicuro le fortune della famiglia. Vincent Jr. frequentò dapprima il St. Louis Country Day School, per proseguire gli studi in storia dell'arte e in belle arti presso la Yale University. Fu un membro dell'associazione Alpha Sigma Phi e del Courtauld Institute of Art di Londra. Iniziò a interessarsi al teatro negli anni trenta, apparendo professionalmente in palcoscenico a partire dal 1935.
Debuttò al cinema nel 1938 col film Servizio di lusso. Si impose all'attenzione di pubblico e critica come valente interprete, in particolar modo nel noir Vertigine (1944), opposto a Gene Tierney e diretto da Otto Preminger. Interpretò la parte di Joseph Smith, Jr. nel film La grande missione (1940) e fu nelle vesti di un prete in Le chiavi del paradiso (1944). Negli anni quaranta apparve in numerose pellicole, dal genere drammatico alla commedia, al genere horror (prestò la voce dell'Uomo Invisibile nelle sequenze finali de Il cervello di Frankenstein (1948).

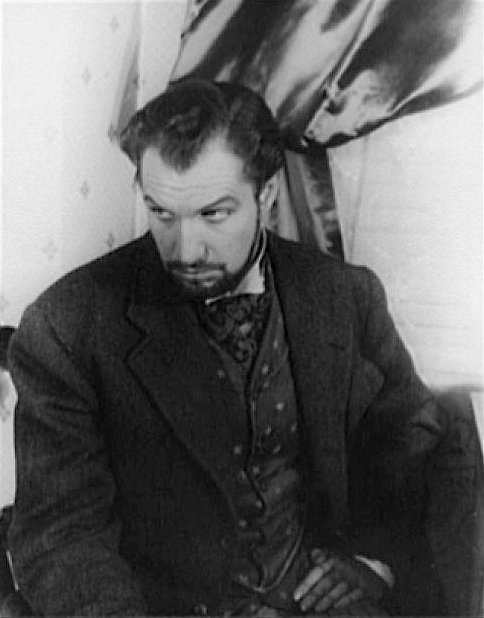
Vincent Price a Broadway in Angel Street (1942)

Nel 1946 recitò nuovamente con Gene Tierney in due memorabili film, Il castello di Dragonwyck e Femmina folle. Ebbe inoltre diversi ruoli da malvagio in film thriller e noir, come Passione che uccide e La disperata notte (entrambi del 1947), La legione dei condannati (1948) e Corruzione (1949) con Robert Taylor, Ava Gardner e Charles Laughton. Fu inoltre attivo alla radio, interpretando Simon Templar, alias Il Santo, paladino della giustizia "alla Robin Hood", in una serie che andò in onda dal 1947 al 1951.
Negli anni cinquanta passò al genere horror, con una parte in La maschera di cera (1953), il primo film in 3D, e nel film L'esperimento del dottor K. (1958) e nel suo seguito La vendetta del dottor K. (1959). Price inoltre figurò nell'originale La casa dei fantasmi (1959), nella parte dell'eccentrico milionario Fredrick Loren. Nel remake Il mistero della casa sulla collina (1999), il protagonista Geoffrey Rush, che interpretò il medesimo ruolo, non solo fu fatto assomigliare a Price, ma il suo personaggio fu anche ribattezzato Stephen Price.
All'inizio degli anni sessanta ottenne una serie di successi in pellicole a basso costo, dirette da Roger Corman e prodotte dall'American International Pictures (AIP), compresi gli adattamenti di Edgar Allan Poe I vivi e i morti (1960), Il pozzo e il pendolo (1961), I racconti del terrore (1962), I maghi del terrore (1963), La maschera della morte rossa (1964) e La tomba di Ligeia (1965).
Nel 1982 il regista statunitense Tim Burton gli dedicò un cortometraggio, intitolato appunto Vincent, realizzato con la tecnica dello stop-motion, dove un bambino immagina di essere appunto Vincent Price, mentre l'attore recita quale voce narrante. La collaborazione con Burton continuerà anche nel 1990 con il film Edward mani di forbice, dove Price interpreterà lo scienziato-padre di Edward (Johnny Depp) che muore prima di potergli completare le mani composte da cesoie.
Oltre che attore, Price fu anche un eccellente doppiatore: diede la voce al malvagio gran visir Zig Zag nel film d'animazione The Thief and the Cobbler (1993) di Richard Williams, che uscì postumo alla sua morte, nel 1993, e in una versione rimaneggiata e tagliata, causa una produzione lunga trentuno anni. Nel 1983 prestò la propria voce nel video di Thriller, celeberrimo motivo di Michael Jackson, durante la sequenza in cui gli zombie escono dalle tombe. Sempre nel 1985 prestò la voce al personaggio Vincent van Ghoul (che è appunto una sua parodia) in I 13 fantasmi di Scooby-Doo, show animato creato da Hanna & Barbera.
Nel 1985 venne realizzato il film Ammazzavampiri, dove il personaggio Peter Vincent fu volutamente ispirato a Vincent Price (al quale fu proposto anche di parteciparvi, ma egli rifiutò). 

### Famiglia

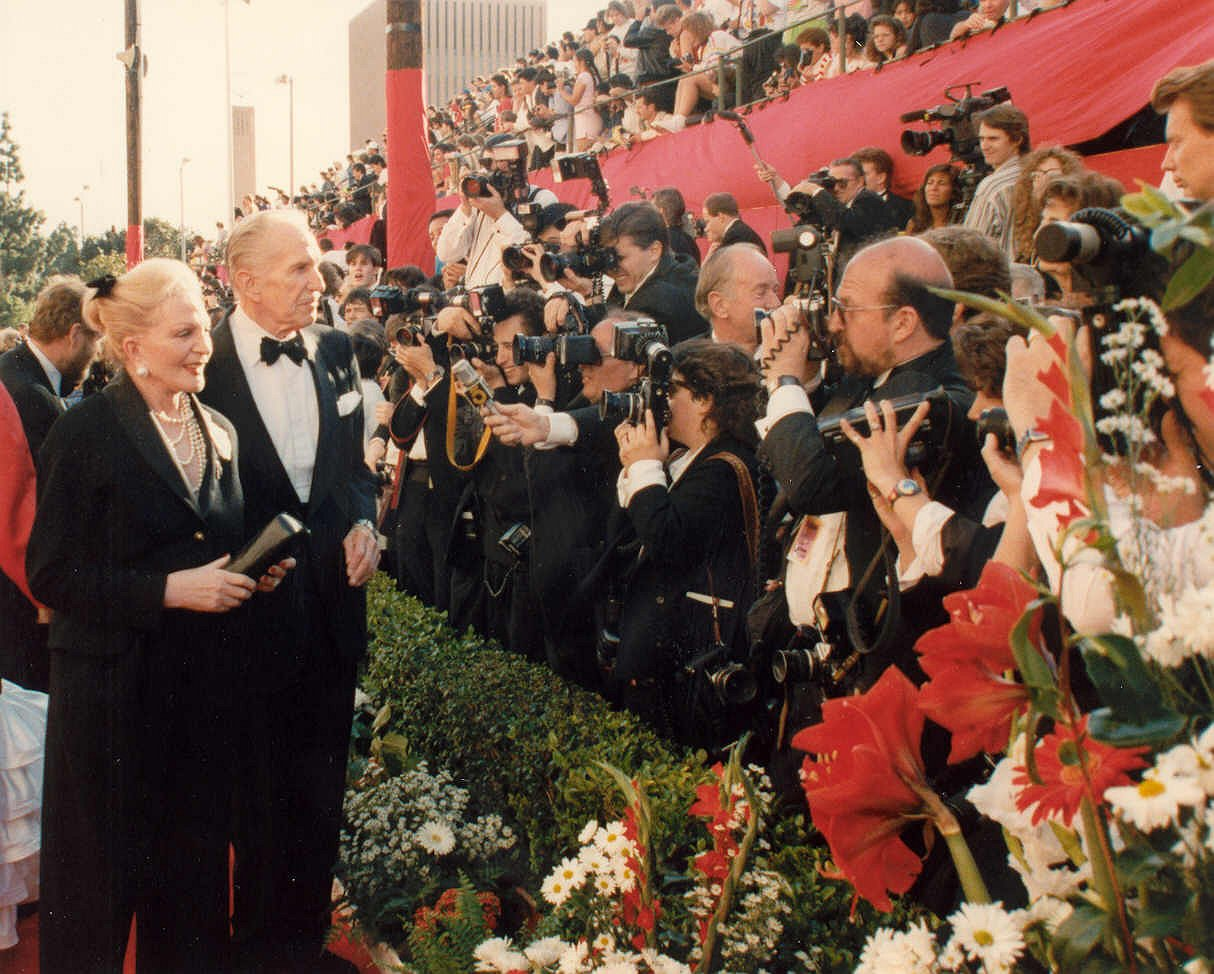
Vincent Price con la moglie Coral Browne ai Premi Oscar 1989

Sposato tre volte, Price ebbe un figlio, Vincent Barrett Price (1940), dalla sua prima moglie, l'attrice Edith Barrett (con cui fu sposato dal 1938 al 1948).
Appassionato d'arte, con la sua seconda moglie, la costumista Mary Grant, donò centinaia di opere d'arte e una notevole somma di denaro all'East Los Angeles Community College nei primi anni sessanta, allo scopo di aprirvi la Vincent and Mary Price Gallery. Dal matrimonio con la Grant, con cui Price fu sposato dal 1949 al 1973, nel 1962 nacque una figlia, Victoria.
L'ultimo matrimonio di Vincent Price fu con l'attrice australiana Coral Browne, che apparve al suo fianco in Oscar insanguinato (1973). Si sposarono nel 1974, dopo che lui si convertì al cattolicesimo e lei divenne cittadina americana, e rimasero insieme fino alla morte di lei, avvenuta nel 1991.

### Morte
Price soffrì a lungo di enfisema e della malattia di Parkinson, disturbi che lo costrinsero a ricoprire un ruolo molto più ridotto del previsto nel film Edward mani di forbice (1990). La patologia contribuì anche al suo ritiro dalla serie televisiva Mystery!, poiché le sue cattive condizioni di salute erano ormai evidenti sul grande schermo (anche se in lui non si manifestò il sintomo del tremore). Morì per un tumore ai polmoni il 25 ottobre 1993. Le sue ceneri furono sparse lungo la costa californiana di Malibù, insieme al suo cappello da giardinaggio preferito.

### Omaggi per il centenario della nascita
Nel 2008, alle soglie del centenario della nascita dell'attore, la Bluewater Production in collaborazione con i suoi eredi, annunciò una serie a fumetti a lui dedicata, intitolata Vincent Price Presents.

## Filmografia

### Attore

#### Cinema

Vincent Price nel film Gordon, il pirata nero (1961)

- Servizio di lusso (Service de Luxe), regia di Rowland V. Lee (1938)
- Il conte di Essex (The Private Lives of Elizabeth and Essex), regia di Michael Curtiz (1939)
- L'usurpatore (Tower of London), regia di Rowland V. Lee (1939)
- Il ritorno dell'uomo invisibile (The Invisible Man Returns), regia di Joe May (1940)
- Inferno verde (Green Hell), regia di James Whale (1940)
- La casa dei sette camini (The House of the Seven Gables), regia di Joe May (1940)
- La grande missione (Brigham Young), regia di Henry Hathaway (1940)
- La baia di Hudson (Hudson's Bay), regia di Irving Pichel (1941)
- Bernadette (The Song of Bernadette), regia di Henry King (1943)
- The Eve of St. Mark, regia di John M. Stahl (1944)
- Wilson, regia di Henry King (1944)
- Vertigine (Laura), regia di Otto Preminger (1944)
- Le chiavi del paradiso (The Keys of the Kingdom), regia di John M. Stahl (1944)
- Scandalo a corte (A Royal Scandal), regia di Ernst Lubitsch (1945)
- Femmina folle (Leave Her to Heaven), regia di John M. Stahl (1945)
- Shock, regia di Alfred L. Werker (1946)
- Il castello di Dragonwyck (Dragonwyck), regia di Joseph L. Mankiewicz (1946)
- Passione che uccide (The Web), regia di Michael Gordon (1947)
- La disperata notte (The Long Night), regia di Anatole Litvak (1947)
- Rose tragiche (Moss Rose), regia di Gregory Ratoff (1947)
- Up in Central Park, regia di William A. Seiter (1948)
- La legione dei condannati (Rogues' Regiment), regia di Robert Florey (1948)
- I tre moschettieri (The Three Musketeers), regia di George Sidney (1948)
- Corruzione (The Bribe), regia di Robert Z. Leonard (1949)
- Bagdad, regia di Charles Lamont (1949)
- Il barone dell'Arizona (The Baron of Arizona), regia di Samuel Fuller (1950)
- Botta senza risposta (Champagne for Caesar), regia di Richard Whorf (1950)
- Colpo di scena a Cactus Creek (Curtain Call at Cactus Creek), regia di Charles Lamont (1950)
- L'avventuriero di New Orleans (Adventures of Captain Fabian), regia di William Marshall (1951)
- Il suo tipo di donna (His Kind of Woman), regia di John Farrow (1951)
- La città del piacere (The Las Vegas Story), regia di Robert Stevenson (1952)
- La maschera di cera (House of Wax), regia di André De Toth (1953)
- Agente federale X3 (Dangerous Mission), regia di Louis King (1954)
- La grande notte di Casanova (Casanova's Big Night), regia di Norman Z. McLeod (1954)
- Il mostro delle nebbie (The Mad Magician), regia di John Brahm (1954)
- Il figlio di Sinbad (Son of Sinbad), regia di Ted Tetzlaff (1955)
- Serenata (Serenade), regia di Anthony Mann (1956)
- Quando la città dorme (While the City Sleeps), regia di Fritz Lang (1956)
- I dieci comandamenti (The Ten Commandments), regia di Cecil B. DeMille (1956)
- L'inferno ci accusa (The Story of Mankind), regia di Irwin Allen (1957)
- L'esperimento del dottor K. (The Fly), regia di Kurt Neumann (1958)
- La casa dei fantasmi (House on Haunted Hill), regia di William Castle (1959)
- La vendetta del dottor K. (Return of the Fly), regia di Edward Bernds (1959)
- Il grande circo (The Big Circus), regia di Joseph M. Newman (1959)
- Il mostro di sangue (The Tingler), regia di William Castle (1959)
- Il mostro che uccide (The Bat), regia di Crane Wilbur (1959)
- I vivi e i morti (The Fall of the House of Usher), regia di Roger Corman (1960)
- Il padrone del mondo (Master of the World), regia di William Witney (1961)
- Il pozzo e il pendolo (Pit and the Pendulum), regia di Roger Corman (1961)
- Nefertite, regina del Nilo, regia di Fernando Cerchio (1961)
- Gordon, il pirata nero, regia di Mario Costa (1961)
- Confessioni di un fumatore d'oppio (Confessions of an Opium Eater), regia di Albert Zugsmith (1962)
- I racconti del terrore (Tales of Terror), regia di Roger Corman (1962)
- Tre passi dalla sedia elettrica (Convicts 4), regia di Millard Kaufman (1962)
- La torre di Londra (Tower of London), regia di Roger Corman (1962)
- I maghi del terrore (The Raven), regia di Roger Corman (1963)
- Horla - Diario segreto di un pazzo (Diary of a Madman), regia di Reginald Le Borg (1963)
- Il clan del terrore (The Comedy of Terror), regia di Jacques Tourneur (1963)
- La città dei mostri (The Haunted Palace), regia di Roger Corman (1963)
- L'esperimento del dottor Zagros (Twice-Told Tales), regia di Sidney Salkow (1963)
- Vacanze sulla spiaggia (Beach Party), regia di William Asher (1963)
- L'ultimo uomo della Terra (The Last Man on Earth), regia di Sidney Salkow e Ubaldo Ragona (1964)
- La maschera della morte rossa (The Masque of the Red Death), regia di Roger Corman (1964)
- La tomba di Ligeia (The Tomb of Ligeia), regia di Roger Corman (1964)
- 20.000 leghe sotto la terra (War-Gods of the Deep), regia di Jacques Tourneur (1965)
- Dr. Goldfoot e il nostro agente 00¼ (Dr. Goldfoot and the Bikini Machine), regia di Norman Taurog (1965)
- Le spie vengono dal semifreddo, regia di Mario Bava (1966)
- Le false vergini (La Casa de las mil muñecas), regia di Jeremy Summers (1967)
- 6 pallottole per 6 carogne (The Jackals), regia di Robert D. Webb (1967)
- Il grande inquisitore (The Witchfinder General), regia di Michael Reeves (1968)
- Meglio morto che vivo (More Dead Than Alive), regia di Robert Sparr (1969)
- Guai con le ragazze (The Trouble with Girls), regia di Peter Tewksbury (1969)
- La rossa maschera del terrore (The Oblong Box), regia di Gordon Hessler (1969)
- Terrore e terrore (Scream and Scream Again), regia di Gordon Hessler (1970)
- An Evening of Edgar Allan Poe, regia di Kenneth Johnson (1970)
- Satana in corpo (Cry of the Banshee), regia di Gordon Hessler (1970)
- L'abominevole dottor Phibes (The Abominable Dr. Phibes), regia di Robert Fuest (1971)
- Frustrazione (Dr. Phibes Rises Again), regia di Robert Fuest (1972)
- The Aries Computer (1972)
- Oscar insanguinato (Theatre of Blood), regia di Douglas Hickox (1973)
- Madhouse, regia di Jim Clark (1974)
- Ma il tuo funziona... o no? (Percy's Progress), regia di Ralph Thomas (1974)
- La rotta del terrore (Journey Into Fear), regia di Daniel Mann (1975)
- Scavenger Hunt, regia di Michael Schultz (1979)
- Il club dei mostri (The Monster Club), regia di Roy Ward Baker (1980)
- La casa delle ombre lunghe (House of the Long Shadows), regia di Pete Walker (1983)
- Bloodbath at the House of Death, regia di Ray Cameron (1984)
- Il villaggio delle streghe (The Offspring), regia di Jeff Burr (1987)
- Le balene d'agosto (The Whales of August), regia di Lindsay Anderson (1987)
- Sbirri oltre la vita (Dead Heat), regia di Mark Goldblatt (1988)
- Ore contate (Catchfire), regia di Dennis Hopper e Alan Smithee (1990)
- Edward mani di forbice (Edward Scissorhands), regia di Tim Burton (1990)

#### Televisione
- The Christmas Carol, regia di Arthur Pierson – film TV (1949)
- Royal Playhouse (Fireside Theatre) – serie TV, episodio 4x09 (1951)
- Lux Video Theatre – serie TV, episodi 1x39-2x25-5x05-6x42 (1951-1956)
- Lights Out – serie TV, episodio 4x23 (1952)
- Chesterfield Presents – serie TV, episodio 1x05 (1952)
- Pulitzer Prize Playhouse – serie TV, episodio 2x07 (1952)
- Gruen Guild Playhouse – serie TV, episodio 2x02 (1952)
- Robert Montgomery Presents – serie TV, episodio 3x30 (1952)
- Schlitz Playhouse of Stars – serie TV, 5 episodi (1952-1958)
- Summer Theatre – serie TV, un episodio (1953)
- The Philip Morris Playhouse – serie TV, episodio 1x06 (1953)
- Crossroads - serie TV, episodi 1x02-1x22-2x09 (1955-1956)
- Climax! – serie TV, episodi 2x04-2x26-3x25 (1955-1957)
- The Eddie Cantor Comedy Theater – serie TV, episodio 1x21 (1955)
- TV Reader's Digest – serie TV, episodio 2x04 (1955)
- Scienza e fantasia (Science Fiction Theatre) – serie TV, episodi 1x38-2x21 (1956)
- The Alcoa Hour – serie TV, episodio 1x21 (1956)
- Playhouse 90 – serie TV, episodi 1x01-2x09-2x16 (1956-1957)
- General Electric Theater – serie TV, episodi 4x16-6x08-6x22 (1956-1958)
- The Red Skelton Show – serie TV, 16 episodi (1956-1968)
- Matinee Theatre – serie TV, episodi 1x124-3x120 (1956-1958)
- Alfred Hitchcock presenta (Alfred Hitchcock Presents) – serie TV, episodio 3x03 (1957)
- Shower of Stars – serie TV, episodio 3x04 (1957)
- Jane Wyman Presents the Fireside Theatre – serie TV, episodio 3x10 (1957)
- Have Gun - Will Travel – serie TV, episodio 2x15 (1958)
- Avventure lungo il fiume (Riverboat) – serie TV, episodio 1x08 (1959)
- Startime – serie TV, episodio 1x31 (1960)
- The Three Musketeers – film TV (1960)
- Avventure in paradiso (Adventures in Paradise) – serie TV, episodio 1x18 (1960)
- The Chevy Mystery Show – serie TV, episodio 1x12 (1960)
- The United States Steel Hour – serie TV, episodio 8x08 (1960)
- The Best of the Post – serie TV, episodio 1x22 (1961)
- Organizzazione U.N.C.L.E. (The Man from U.N.C.L.E.) – serie TV, episodio 2x04 (1965)
- Batman – serie TV, 7 episodi (1966-1967)
- Viaggio in fondo al mare (Voyage to the Bottom of the Sea) – serie TV, episodio 4x02 (1967)
- I forti di Forte Coraggio (F Troop) – serie TV, episodio 2x22 (1967)
- Get Smart – serie TV, episodio 5x12 (1969)
- Daniel Boone – serie TV, episodio 5x15 (1969)
- Play of the Month – serie TV, episodio 5x01 (1969)
- The Good Guys – serie TV, episodio 2x04 (1969)
- Cucumber Castle, regia di Hugh Gladwish – film TV (1970)
- The Hilarious House of Frightenstein – serie TV, 131 episodi (1971)
- What's a Nice Girl Like You...?, regia di Jerry Paris – film TV (1971)
- Mistero in galleria (Night Gallery) – serie TV, episodi 2x02-3x01 (1971-1972)
- La famiglia Brady (The Brady Bunch) – serie TV, episodi 4x02-4x03 (1972)
- Colombo (Columbo) – serie TV, episodio 3x01 (1972)
- Le sorelle Snoop (The Snoop Sisters) – serie TV, episodio 1x04 (1972)
- Alice Cooper: The Nightmare – film TV (1975)
- Ellery Queen – serie TV, episodio 1x17 (1976)
- La donna bionica (The Bionic Woman) – serie TV, episodio 2x08 (1976)
- The Brady Bunch Hour – serie TV, episodio 1x03 (1977)
- Lindsay Wagner: Another Side of Me – film TV (1977)
- Ringo – film TV (1978)
- Love Boat (The Love Boat) – serie TV, episodio 2x07 (1978)
- Time Express – serie TV, 4 episodi (1979)
- Freddy the Freeloader's Christmas Dinner – film TV (1981)
- Ruddigore – film TV (1982)
- Trapper John (Trapper John, M.D.) – serie TV, episodio 4x07 (1982)
- Escapes – film TV (1986)
- The Heart of Justice, regia di Bruno Barreto – film TV (1992)

#### Cortometraggi
- Born In Freedom: The Story of Colonel Drake, regia di Arthur Pierson (1954)
- The Orange Coast College Story, regia di Tom Graeff (1954)

#### Documentari
- Terrore in sala (Terror in the Aisles) (1984)

### Doppiatore
- Il cervello di Frankenstein (Abbott and Costello Meet Frankenstein), regia di Charles Barton (1948)
- Il re vagabondo (The Vagabond King), regia di Michael Curtiz (1956)
- The Wild Weird World of Dr. Goldfoot - cortometraggio TV (1965)
- Tre passi nel delirio (Histoires extraordinaires), regia di Louis Malle e Federico Fellini (1968)
- Here Comes Peter Cottontail (1971)
- The Butterfly Ball (1976)
- The Strange Case of Alice Cooper (1979)
- Pogo for President: 'I Go Pogo', regia di Marc Paul Chinoy (1980)
- Vincent (1982)
- Thriller (1983) - singolo di Michael Jackson
- Nel regno delle fiabe, negli episodi Biancaneve e i Sette Nani (1984) e Il Giovane che Partì per Imparare la Paura (1984)
- I 13 fantasmi di Scooby-Doo (The 13 Ghosts of Scooby-Doo)(1985)
- Basil l'investigatopo (The Great Mouse Detective) (1986)
- Sparky's Magic Piano (1987)
- The Nativity (1987)
- I favolosi Tiny (Tiny Toon Adventures), nell'episodio How Sweetie It Is (1991)
- The Thief and the Cobbler (1993)

## Contributi e citazioni
- Sua è la voce narrante nel disco di Alice Cooper del 1975 Welcome to My Nightmare, da cui è stato tratto anche uno show televisivo dal titolo Alice Cooper: The Nightmare in cui Vincent Price interpreta The Spirit of the Nightmare. Sempre nel 1975 è narratore nella suite rock di Roger Glover The Butterfly Ball.
- Il cantante punk-metal Wednesday 13 ha composto un omaggio a Vincent Price dal titolo The ghost of Vincent Price, nell'album Transylvania 90210: Songs of Death, Dying, and the Dead (2005).
- Nella dodicesima puntata della decima stagione de I Simpson, Marge e Lisa giocano ad un gioco fittizio denominato "Le uova di Vincent Price". Sarà proprio l'attore a rispondere al telefono a Marge, alla ricerca dei piedini mancanti nella confezione del gioco. Inoltre appare anche al termine della puntata.
- I Deep Purple hanno inserito un brano nell'album Now What?! del 2013, dal nome Vincent Price. Il testo richiama il cinema della Hammer di cui l'attore statunitense è stato grande protagonista.
- Il gruppo ZZ Top gli ha dedicato il brano Vincent Price Blues nell'album Rhythmeen del 1996.
- Nella canzone Return of the Fly della band horror punk Misfits viene citato nel ritornello, in quanto protagonista del film L'esperimento del dottor K., a cui la canzone si ispira.
- Il brano The Number of the Beast degli Iron Maiden inizia con due citazioni dell'Apocalisse di San Giovanni lette da una voce bassa, lenta e lugubre; per registrare questa intro la band richiese la collaborazione di Price, il quale però pretese un compenso "non inferiore alle venticinquemila sterline". Il gruppo, non intenzionato a pagare tale somma, si rivolse allora a Barry Clayton, uno speaker di storie di fantasmi alla radio; sebbene Clayton non fosse interessato alla cosa, cambiò idea quando gli fu specificatamente richiesto di utilizzare un'intonazione "alla Vincent Price".[1]
- Nella storia a fumetti horror-western 'Djustine porta la sua croce' appare come cattivo un giudice fanatico religioso di nome Matthew Hopkins, un omaggio al personaggio interpretato da Vincent Price nel film Il grande inquisitore di Michael Reeves.
- Nella canzone Thriller di Michael Jackson, estratta dall'omonimo album (1982, il singolo uscì nel 1984) la parte finale fu eseguita (in stile "gotico") da Vincent Price.
- Nel 1979 il cantautore italiano Faust'O apre il suo secondo album, Poco zucchero, con la canzone intitolata per l'appunto Vincent Price; il testo, composto da Oscar Avogadro, prendendo spunto dalle interpretazioni horror dell'attore, invita a valutare come "l'orrore" sia da cercare piuttosto in noi stessi, nei nostri pensieri, sul nostro volto.
- Nel 2022, il numero 3461 di Topolino (libretto) pubblica il fumetto "Topolino e il mistero del museo degli orrori", che vede tra i protagonisti Mr. Price: direttore del Museo Topaud dalle sembianze simili a quelle di Vincent Price.

## Doppiatori italiani
Nelle versioni in italiano dei suoi film, Price è stato doppiato da:
- Emilio Cigoli in Bernadette, La legione dei condannati, Bagdad, Colpo di scena a Cactus Creek, Il mostro delle nebbie, Delitto perfetto, L'esperimento del dottor K., La casa dei fantasmi, La vendetta del dottor K., Il mostro che uccide, I vivi e i morti, Il pozzo e il pendolo, Nefertite, regina del Nilo, Gordon il pirata nero, I racconti del terrore, I maghi del terrore, Diario segreto di un pazzo, La città dei mostri, L'ultimo uomo della Terra, La maschera della morte rossa (ruolo del Principe Prospero), Meglio morto che vivo, Oscar insanguinato
- Renato Turi in Serenata, La tomba di Ligeia, L'abominevole dottor Phibes, La maschera della morte rossa (ruolo della Morte Rossa smascherata), Colombo
- Giorgio Capecchi in L'usurpatore, La città del piacere, La maschera di cera, Il grande circo
- Ennio Cerlesi in Il conte di Essex, Vertigine, Il castello di Dragonwyck
- Carlo Romano in Le chiavi del paradiso, Quando la città dorme
- Sandro Ruffini in La disperata notte, I tre moschettieri
- Augusto Marcacci in Corruzione, L'avventuriero di New Orleans
- Stefano Sibaldi in Agente federale X3, Il grande inquisitore
- Gualtiero De Angelis in I dieci comandamenti, Il padrone del mondo
- Nando Gazzolo in La torre di Londra, Satana in corpo
- Dario Penne in La rotta del terrore, Femmina folle (ridoppiaggio)
- Dante Biagioni in Le balene d'agosto, Edward mani di forbice
- Mario Pisu in La grande missione
- Roldano Lupi in Il barone dell'Arizona
- Carlo D'Angelo in 20.000 leghe sotto la terra
- Giorgio Piazza in Le spie vengono dal semifreddo
- Walter Maestosi in Guai con le ragazze
- Glauco Onorato in Giallo a Hollywood
- Gastone Bartolucci in La casa delle ombre lunghe
- Gino Pagnani in Il villaggio delle streghe
- Renato Cominetti in Ore contate
- Rino Bolognesi in La grande notte di Casanova (ridoppiaggio)
- Gino La Monica in Il suo tipo di donna (ridoppiaggio)

Da doppiatore è sostituito da:
- Ettore Conti in Vincent
- Glauco Onorato in Basil l'investigatopo
- Sergio Di Stefano in I 13 fantasmi di Scooby-Doo